# Mezei gyöngyköles
A mezei gyöngyköles (Buglossoides arvensis) a borágófélék családjába tartozó, egyéves, lágy szárú, Európában és Ázsiában honos növényfaj.